# Cardiopteridaceae
Cardiopteridaceae é uma família de plantas angiospérmicas (plantas com flor - divisão Magnoliophyta), pertencente à ordem Aquifoliales, com folhas alternadas ou simples e com ausência de estípulas. Podem ser bissexuadas ou no caso do gênero Citronella unissexuadas.
A ordem à qual pertence esta família está inclusa na classe Magnoliopsida (Dicotiledóneas): desenvolvem portanto embriões com dois ou mais cotilédones.
A família possui 50 espécies, onde apenas dois exemplares são nativos brasileiros (Citronella e Dendrobangia), compostos por arvores, arbusto ou lianas.
Contém seis gêneros, o maior dos quais é Citronella, com 21 espécies. Os outros são muito menores.

## Diversidade Taxonômica
A diversidade taxonômica da família ainda é muito discutida visto que, sua morfologia é distinta dos outros gêneros presente na família.
A subdivisão de Icacinaceae s.l. proporcionou que as espécies presentes fossem divididas em outras famílias sendo elas: Icacinaceae sensu stricto, Cardiopteridaceae , Stemonuraceae e Pennantiaceae.
Porém,a ordem Aquifoliales contém somente dois clados onde, Cardiopteridaceae e Stemonuraceae seria a composição do primeiro e Helwingiaceae, Phyllonomaceae e Aquifoliaceae o segundo clado .

## Morfologia
Esta Família é caracterizada por plantas de flores pequenas bi ou unissexuadas, com filotaxia foliar espiralada ou oposta.
As folhas podem ou não conter espiculas e os frutos são globosos (coloração vermelha ou marrom), este, podendo ser distribuídos á outros ambientes por agentes externos.
São plantas que possuem grão de pólen com variação de tamanho dependendo da localização em que se encontra e são tricolpados (sulco, isopolares e clavados como forma de abertura)..

## Domínios ocorrentes
As principais espécies ocorrentes nativas do Brasil são dos gêneros Dendrobangia e Citronella, onde somente a última é ocorrente nas regiões Sul e Sudeste com dois tipos de exemplares: Citronella Gongonha e Paniculata tendo como diferenciação a margem inteira sem ápice aculeado..
O gênero Citronella encontra-se nos estados do Acre, Alagoas, Bahia, Pernambuco, Piauí, Rio Grande do Norte, Sergipe, Goiás, Mato Grosso do Sul, Mato Grosso, Espírito Santo, Minas Gerais, Rio de Janeiro , São Paulo, Paraná, Rio Grande do Sul e Santa Catarina .
Já Dendrobangia está distribuído nos estados do Acre, Amazonas, Amapá, Pará, Rondônia, Roraima, Tocantins, Alagoas, Bahia, Ceará, Maranhão, Paraíba, Pernambuco, Piauí, Rio Grande do Norte, Sergipe,Distrito Federal, Goiás, Mato Grosso do Sul, Mato Grosso, Espírito Santo, Minas Gerais, Rio de Janeiro, São Paulo, Paraná, Rio Grande do Sul e Santa Catarina .

## Informações Ecológicas
- Citronella gongonha - Essa planta é pioneira ou secundária, esciófita ou de luz difusa, seletiva higrófita, essas caracteristicas são exclusivas de matas ciliares com terrenos brejosos do planalto Meridional. Apresenta uma frequência moderada, com sua distribuição irregular ao longo de sua área de ocorrência, onde produz anualmente moderada quantidade de sementes viáveis[5].

- Citronella paniculata – Essa planta é de origem secundária, esciófita e seletiva higrófita, possuindo caracteristica da floresta semidecídua e da mata araucári. Apresenta geralmente baixa frequência em alguns pontos e faltando em outros. Prefere terrenos de várzeas muito úmidos e até pantanosos[5].